# Historischer Friedhof Ümmingen

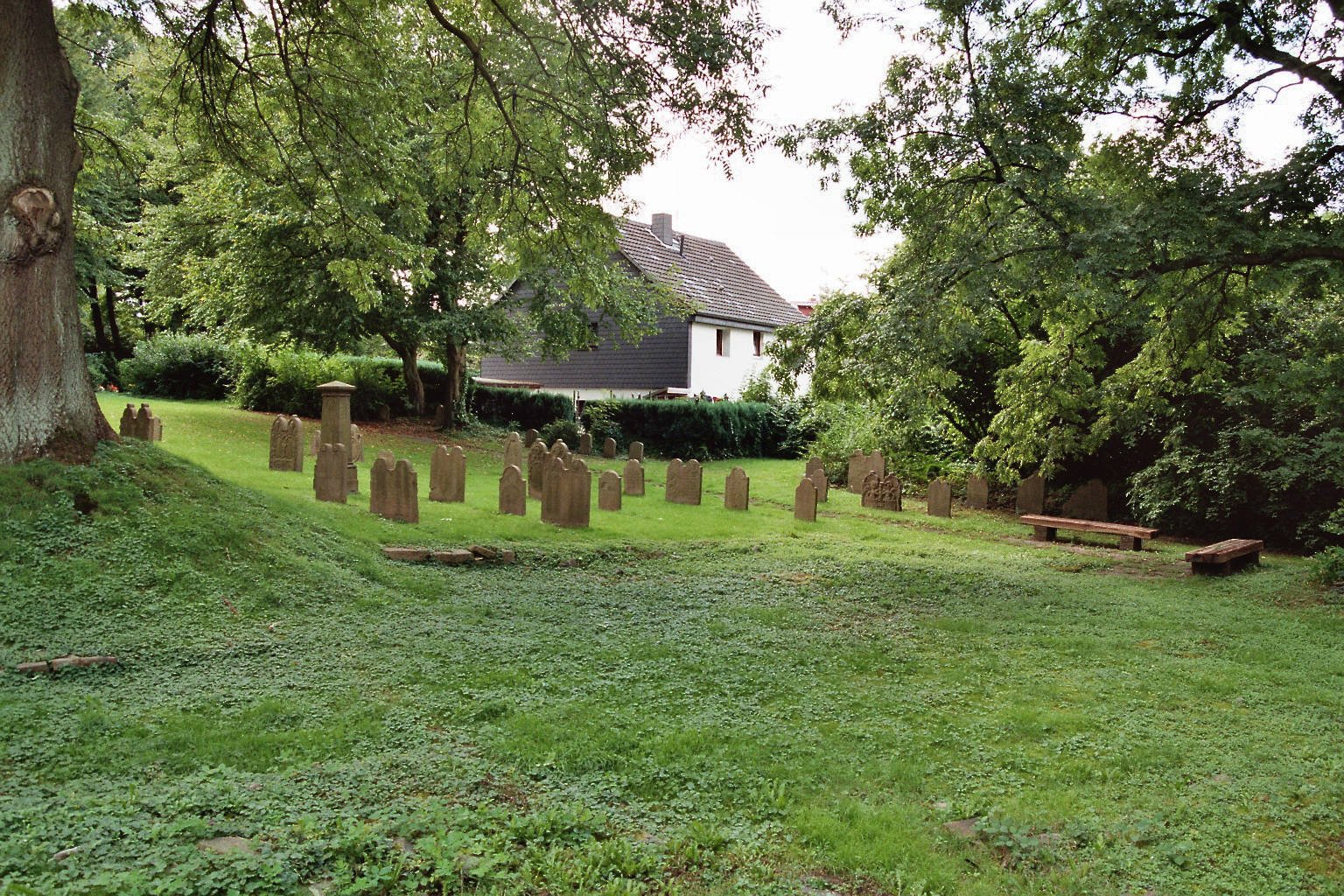
Friedhof Ümmingen

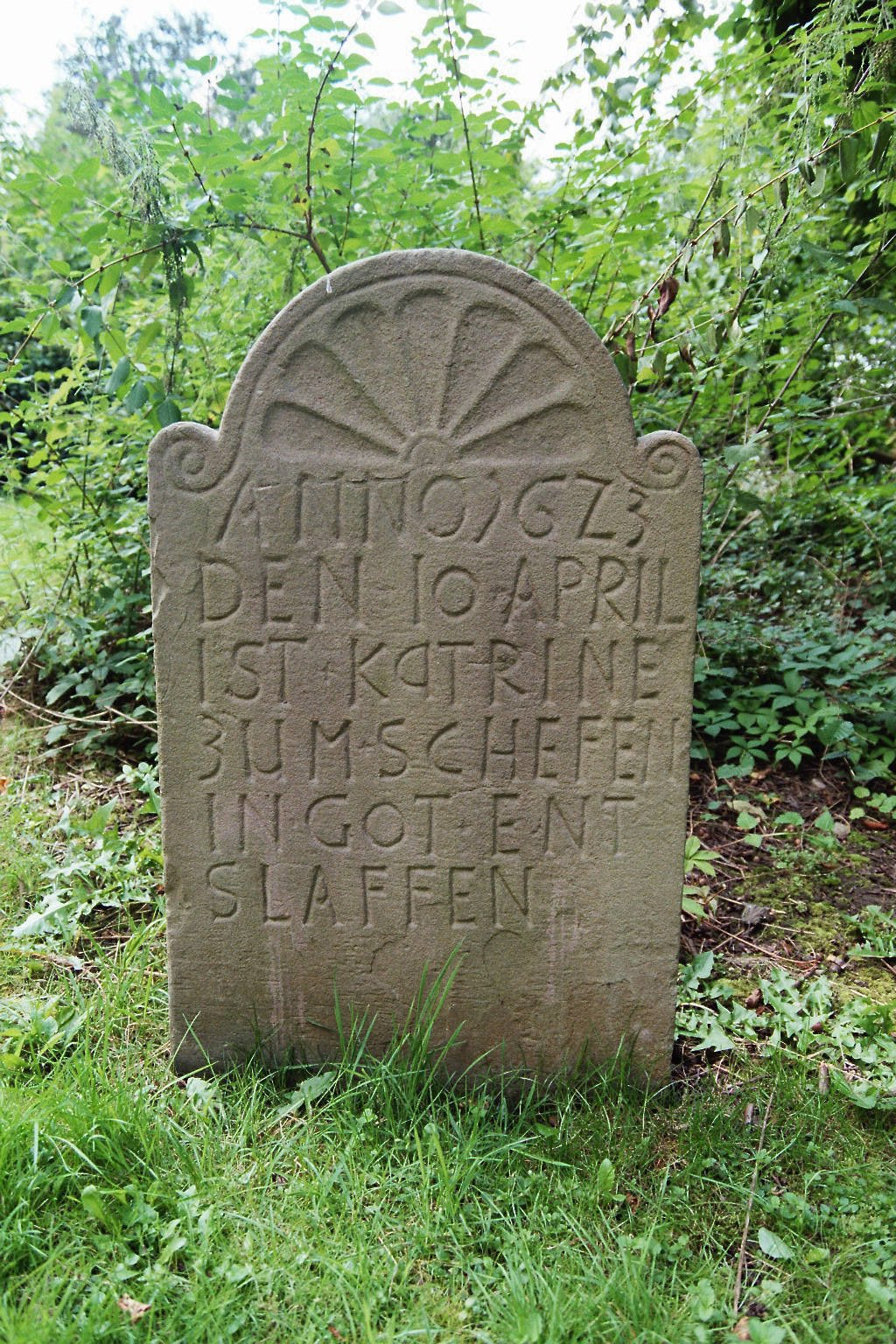
Grabstein 1623

Der Historische Friedhof Ümmingen in Ümmingen, Bochum, ist wegen seiner alten Grabstelen aus dem 17. und 18. Jahrhundert sehenswert. Er befindet sich an der Alten Ümminger Straße gegenüber dem Ümminger See.
Ursprünglich befand sich hier eine mittelalterliche Kirche, die erstmals 1310 urkundlich erwähnt wurde. Die Herren von Haus Laer hatten das Recht, bei der Besetzung der Predigerstelle mitzubestimmen, und fanden in der Kirche ihr Erdbegräbnis. Zum Kirchspiel zählte auch Querenburg. Die Kirche wurde 1895 wegen Baufälligkeit abgerissen. Der 1886 gegründete Verein für Orts- und Heimatkunde in der Grafschaft Mark in Witten übernahm 1895 die spätmittelalterlichen Skulpturen für sein Museum.  
Die neue Ümminger Kirche (sie stand nicht auf dem Alten Ümminger Friedhof) wurde 1975 abgerissen. Die Glocken befinden sich heute in der 1968 errichteten evangelischen Michaelkirche in Langendreer.
Die alten Grabsteine aus Ruhrsandstein sind mit verschiedenen Motiven verziert. Totenschädel und Knochen erinnern an die Vergänglichkeit, Engelsköpfe, Weintrauben, Bibelverse und fromme Sprüche an die Auferstehung.